# Strussjöskogen
Strussjöskogen är ett naturreservat i Finspångs kommun i Östergötlands län.
Området är naturskyddat sedan 2017 och är 59 hektar stort. Reservatet omfattar en höjd norr om Strussjön som även den ingår. Reservatet består på höjder av hällmarker med tallar och granskog längre ner.